# РНК гени човека
РНК гени човека су гени чији су крајњи продукти непреводиви РНК молекули. Процена је да постоји између 2000 и 3000 РНК гена; односно ови гени обухватају око 10 процената хуманог генома.
Нису сви РНК гени функционални. Поред њих постоји и известан број псеудогена, као и фрагмената гена.
РНК гени човека имају функцију у производњи молекула РНК, који учествују у процесу синтезе протеина. Директну улогу у транслацији иРНК имају фамилије рРНК и тРНК гена и због тога су посебно значајне. Поједине фамилије РНК помажу сазревању других врста РНК тако што исецају и модификују одређене базе. Друга важна улога молекула РНК је регулација генске експресије.

## Гени за рибосомалну РНК
У цитоплазми еукариотских организама издвојена су четири типа рРНК:
1)	28С,
2)	5.8С и
3)	5С рРНК који су део велике подјединице рибозома и
4)	18С рРНК која улази у малу подјединицу рибозома.
Молекули 28С, 5.8С и 18С кодирани су од једне транскрипционе јединице. Та јединица, рРНК ген, је сегмент у виду 30-40 тандемских (групних) понавака. Око ових региона формиран је и нуклеолус. Због тога су ови региони познати као региони организатори нуклеолуса (НОР-ови; nucleolus organizer regions).
Региони организари нуклеолуса (NOR) су региони на хромозомима, који имају важну улогу у формирању нуклеолуса. У хуманом геному, НОР-ови се налазе на кратким крацима акроцентричних аутозома 13, 14, 15, 21 и 22. То су гени РНР1, РНР2, РНР3, РНР4 и РНР5.
Гени за 5С РНК лоцирани су у виду више копија на региону хромозома 1q близу теломере. Ту је смештено између 200 и 300 правих 5С гена.
рРНК фамилију гена сачињава између 700 и 800 гена који су организовани у тандеме који се узаступно понављају. Овако бројно присуство рРНК гена објашњено је потребом ћелије за рибозомима, где ће бити извршена синтеза протеина. Поред правих, пронађен је и велики број псеудогена сродним рРНК генима.

## Гени за транспортне РНК
Хумани геном садржи 500 гена који кодирају тРНК и 324 тРНК псеудогена. тРНК гени могу бити груписани у 49 фамилија, колико је и издвојено појединачних молекула тРНК у цитоплазми.
Генски локуси који детерминишу синтезу тРНК налазе се на свим хромозомима, изузев на хромозому број 22 и Y хромозому. Већи број локуса пронађен је груписан на хромозомима број 6 и 1. На ужем региону хромозома број 7 налази се 18 од укупно 30 тРНК гена за аминокиселину цистеин.
Осим тРНК и рРНК и многе друге класе РНК имају функцију у експресији гена, као што су снРНК, сноРНК, миРНК, антисенс РНК и др.
Гени за снРНК и сноРНК су две фамилије гена, чији локуси су расути у геному. Према подацима из 2003. године, у хуманом геному налази се око 200 гена за микро РНК и око 1500 антисенс РНК гена.